# Reine Ngotala
Reine Ngotala, née le 5 octobre 1997 à Nyanga, a été élue Miss Gabon 2015. Elle est la 13e Miss Gabon.

## Biographie

### Élection Miss Gabon 2015
Élue successivement Miss Nyanga 2015, Reine Ngotala est élue puis sacrée Miss Gabon 2015 le 26 avril 2015 à l'âge de 18 ans à l'Hôtel Résidence Le NOMAD à Okala, dans le 1er arrondissement de Libreville. Elle succède à Maggaly Nguema, Miss Gabon 2014.

#### Parcours
- Miss Gabon 2015 à l'Hôtel Résidence Le NOMAD à Libreville.
- Candidate à Miss Monde 2015 à Sanya, en Chine.